# Mark Davis (snookerspelare)
Mark Davis, född 12 augusti 1972 i St. Leonards i Sussex, England, är en brittisk snookerspelare. Hans vänner brukar kalla honom "Dark Mavis".
Höjdpunkten i hans karriär var när han vann Benson & Hedges Championship 2002 vilket resulterade en plats i The Masters.
Inför säsongen 2010/2011 är han rankad 18 i världen. Att han är bland topp 32 innebär att han endast behöver vinna en kvalmatch för att kvalificera sig till huvudturneringarna. Han var nära att åka ur Main Tour på slutet av 1990-talet. Kvartsfinalen i Regal Scottish Open räddade honom kvar.
I Northern Ireland Trophy 2008 kom han till 16-del efter att ha slagit Joe Swail med 5-4 och sedan lite häpnadsväckande Ding Junhui med 5-4. I 16-delen förlorade han mot Ali Carter med 2-5.
Under säsongen 2012/2013 lyckades Davis ta sig till semifinal i Australian Open, Wuxi Classic och UK Championship samt även vinna 6-red World Championship vilket blir hans bästa säsong någonsin. En ytterligare milstolpe nåddes då han klev in i den absoluta eliten, top 16.